# Ty Pennington
Gary Tygert Burton “Ty” Pennington, né le 19 octobre 1964 à Atlanta, en Géorgie, est un présentateur de télévision, charpentier et acteur américain. Il était un visage populaire dans les émissions de télé-réalité dans les années 2000. il était connu pour changer la vie des gens avec sa personnalité énergique sur Extreme Makeover: Home Edition.

## Biographie
Il est principalement connu par l'émission de télé réalité qu'il présente sur la ABC, Les Maçons du cœur (Extreme Makeover: Home Edition). L'émission s’arrêtera en 2012.
Diplômé de l'Institut des Arts d'Atlanta, Ty fait ses premiers pas dans le domaine de la publicité.
Il apparait ensuite à la télévision dans la série Méthode Zoé.
Il fait ses débuts comme charpentier dans Trading Spaces, il est ensuite animateur de l'émission de télé réalité Les Maçons du cœur (au Québec, Les anges de la rénovation et aux États-Unis, Extreme Makeover : Home Edition).
Il a écrit un livre : Ty's Tricks: Home Repair Secrets Plus Cheap and Easy Projects to Transform Any Room.
Il s'auto-parodie dans le film Bande de sauvages (2007) où il offre un bar entièrement rénové (l'ancien ayant été détruit par une explosion) à une bande de motards.
À partir du 3 octobre 2014, il co-anime le show culinaire "On the Menu" sur la chaîne TNT Drama.
En 2019, il sort son autobiographie Life to the Extreme, où il décrit comment il vit avec un TDAH.

## Filmographie

### Cinéma
- 2003 : The Adventures of Ociee Nash : Wilbur Wright

### Télévision
- 2004 : Méthode Zoé (Wild Card) (Série TV) : Trey
- 2009 : Wow! Wow! Wubbzy! (Série TV) : Ty Ty, le gars aux outils
- 2011 : Ty's Great British Adventure 2011 (Téléfilm)

### Émissions
- 2003 à 2012 : Les Maçons du cœur (show sur la rénovation de maisons)
- 2014 : On the Menu (show culinaire)
- 2000 à 2007 : Trading Spaces (show sur la rénovation de maisons)
- depuis 2018 : Trading Spaces (show sur la rénovation de maisons)